# 脉花瓣蟹
脉花瓣蟹（学名：Liomera venosa）为扇蟹科花瓣蟹属的动物。分布于日本、塔希提、澳大利亚、新加坡、墨吉群岛、苏禄海以及中国大陆的广西、海南岛等地，生活环境为海水，一般生活于浅海岩石或珊瑚礁缝中。